# マックマスター大学
マクマスター大学（マクマスターだいがく、英: McMaster University、通称：Mac）は、カナダのオンタリオ州・ハミルトンにある大学。フルタイムの学生が1万8,238人、パートタイムが3,836人（2006年現在）。伝統的に医学と工学に強い大学として知られる。カナダ屈指の大学で、タイムズの大学ランキングではカナダで４番目にランキングされている。

## 歴史
創立1887年でトロントを発祥とする。1930年にハミルトンに移転した。当時の大学の土地と建物は、卒業生、オンタリオ州とケベック州のパプテスト派（キリスト教宗派）の代表者の教会メンバーと、ハミルトン市民からの贈り物として、所有を保証された。
2013年、中国への依存度の高さが問題視され、孔子学院が閉鎖される。

## 施設
- マクマスター原子炉 （MNR、McMaster Nuclear Reactor）
- アレン・H・ゴウルド・トレーディング・フロア（Allen H. Gould Trading Floor）
- マクマスター美術館 （McMaster Museum of Art）

## 付属神学大学
- マックマスター神学大学　バプテスト系の神学教育機関。マックマスター大学が州立大学になった際に神学部が分離独立した。

## ノーベル賞受賞者
- バートラム・ブロックハウス： 教授 - ノーベル物理学賞受賞（1994）。
- マイロン・ショールズ： 1962・卒業生 - ノーベル経済学賞受賞（1997）。
- ジェームズ・オルビンスキー（James Orbinski）： 1990・卒業生 - ノーベル平和賞受賞（1999，国境なき医師団の代表の1人）。
- ドナ・ストリックランド： 1981・卒業生 - ノーベル物理学賞受賞（2018）。

### 政治家
- ウィリアム・エイモス：カナダ庶民院議員。
- ティホミル・オレシュコビッチ：クロアチア首相（第11代）。
- ダルトン・マクギンティ：オンタリオ州州首相（第24代）。
- トミー・ダグラス：サスカチュワン州州首相（第7代）。

### 実業家
- スティーブン・エロップ - 元ノキア社長兼CEO。
- サラ・カサノバ - 日本マクドナルド株式会社代表取締役社長兼CEO。

### 医学者
- デイビッド・サケット : 根拠に基づく医療のパイオニア
- ゴードン・ガイアット : 根拠に基づく医療のパイオニア

## 世界大学ランキング
Times Higher Education (THE)の世界大学ランキングでは、２０２０年：７２位、２０２１年：６９位、２０２２年：８０位、２０２３年：８５位、２０２４年：１０３位である。

## 主な日本人出身者
- 内藤亮：順天堂大学准教授。
- 細川秀明：産業技術総合研究所主任研究員。
- 大森久子：国際教養大学准教授。
- 冨田茂美（マクマスター神学大学）：関東学院大学准教授。